# ذره‌ای آرامش
ذره‌ای آرامش (به انگلیسی: Quantum of Solace) نام بیست و دومین فیلم از ماجراهای جیمز باند و به کارگردانی مارک فورستر است. در این فیلم دنیل کریگ در نقش جیمز باند ظاهر می‌شود و اولگا کوریلنکو، بازیگر و مدل اوکراینی نیز در نقش همکار جیمز باند به وی کمک می‌رساند. فیلم ذره‌ای آرامش در ماه نوامبر سال ۲۰۰۸ میلادی اکران شد. نام این فیلم از داستانی با همین نام از یان فلمینگ برداشته شده که در سال ۱۹۶۰ میلادی منتشر شد گرچه داستان فیلم ربطی به داستانِ فلمینگ ندارد.

## خلاصه داستان
بلافاصله پس از وقایع کازینو رویال، جیمز باند در حال رانندگی از دریاچه گاردا به سیه‌نا، ایتالیا، با آقای وایت اسیر شده در صندوق عقب آستون مارتین DBS V12 خود است. پس از فرار از تعقیب‌کنندگان، باند وایت را به ام تحویل می‌دهد، که وایت را در مورد سازمان مرموز کوانتوم بازجویی می‌کند. وقتی وایت پاسخ می‌دهد که عوامل آنها همه جا هستند، کریگ میچل محافظ M ناگهان به یکی از نگهبانان شلیک و فرار می‌کند باند میچل را تعقیب می‌کند و در نهایت او را می‌کشد. در این بین، وایت فرار می‌کند. باند و ام با جستجوی آپارتمان میچل در لندن، متوجه می‌شوند که میچل مخاطبی به نام ادموند اسلیت در هائیتی داشته‌است. باند متوجه می‌شود که اسلیت یک قاتل است که به دستور معشوقش، کارآفرین محیط زیست، دومینیک گرین، فرستاده شده تا کامیل مونتس را بکشد. باند با مشاهده ملاقات بعدی خود با گرین، متوجه می‌شود که گرین به ژنرال تبعیدی بولیوی مدرانو، که خانواده کامیل را به قتل رساند، کمک می‌کند تا دولت را سرنگون کند و در ازای یک قطعه به ظاهر زمین بایر در بیابان، رئیس‌جمهور جدید شود.
پس از خنثی کردن تلاش کامیل برای ترور مدرانو با «نجات» او، باند گرین را برای اجرای توسکا در برگنتس اتریش دنبال می‌کند. در همین حال، گرگ بیم، رئیس بخش آمریکای جنوبی سیا، همراه با مأمور فلیکس لیتر، برای دسترسی به ذخایر احتمالی نفت بولیوی، قراردادی بدون مداخله با گرین منعقد کردند، که سیا معتقد است دلیل علاقه گرین به این سرزمین است. باند به جلسه کوانتوم در اپرا نفوذ می‌کند و اعضای هیئت مدیره کوانتوم را شناسایی می‌کند و درگیری با اسلحه رخ می‌دهد. بادیگارد شاخه ویژه که برای عضو کوانتوم، گای هاینز، مشاور نخست‌وزیر بریتانیا کار می‌کند، پس از امتناع از پاسخگویی به سوالاتش توسط باند از پشت بام پرت می‌شود. او سوار ماشین گرین می‌شود و توسط یکی از افرادش به ضرب گلوله کشته می‌شود. با فرض اینکه باند محافظ را کشته‌است، ام دستور می‌دهد که او را به MI6 بازگرداند تا اطلاعاتی را ارائه کند. وقتی او نافرمانی می‌کند، پاسپورت و کارت اعتباری او را باطل می‌کند. باند به تالامون می‌رود و متحد قدیمی خود رنه ماتیس را متقاعد می‌کند که او را تا بولیوی همراهی کند. استرابری فیلدز، کارمند کنسولگری که از باند می‌خواهد فوراً به بریتانیا بازگردد، از آنها استقبال می‌کند. باند او را اغوا می‌کند و در یک مهمانی جمع‌آوری کمک مالی که توسط گرین برگزار می‌شود شرکت می‌کنند. در مهمانی، باند دوباره کامیل را از دست گرین نجات می‌دهد و آنها مهمانی را ترک می‌کنند. پلیس بولیوی باند و کامیل را کنار می‌کشد اما ماتیس را بیهوش در صندوق عقب ماشین کشف می‌کند. یکی از افسران قبل از اینکه باند هر دوی آنها را بکشد به ماتیس شلیک می‌کند. ماتیس در آغوش باند می‌میرد و از او می‌خواهد که وسپر و خودش را ببخشد.
روز بعد، باند و کامیل زمین مورد نظر کوانتوم را از طریق یک هواپیما بررسی کردند. هواپیمای آنها توسط یک هواپیمای جنگنده بولیوی آسیب دیده‌است. آنها هواپیما را فریب می‌دهند تا خودش را از بین ببرد، با چتر به داخل یک گودال فرومی‌روند و متوجه می‌شوند که کوانتوم مخفیانه آب شیرین بولیوی را سد می‌کند تا یک انحصار ایجاد کند. باند در لاپاز با ام ملاقات می‌کند و با غرق کردن فیلدز توسط کوانتوم کشته شده در نفت خام می‌آموزد. باند با لایتر ملاقات می‌کند که فاش می‌کند گرین و مدرانو در هتلی به نام La Perla de las Dunas در صحرای آتاکاما ملاقات می‌کنند تا توافق خود را نهایی کنند و به او هشدار می‌دهد که با رسیدن بخش فعالیت‌های ویژه سیا فرار کند.
باند و کامیل به هتل نفوذ می‌کنند، جایی که گرین از مدرانو باج می‌گیرد تا قراردادی را امضا کند که مدرانو را رهبر بولیوی در ازای حقوق زمین می‌کند، و همین امر باعث می‌شود که گرین بولیوی تنها تامین‌کننده آب با نرخ‌های بسیار بالاتری باشد. باند رئیس پلیس را به دلیل خیانت به ماتیس می‌کشد و پس از کشتن مأمور امنیتی با گرین روبرو می‌شود. در همین حال، کامیل مدرانو را می‌کشد و انتقام تجاوز و قتل خانواده اش را می‌گیرد. درگیری باعث می‌شود هتل در اثر آتش‌سوزی ویران شود. باند گرین را دستگیر می‌کند و از او دربارهٔ کوانتوم بازجویی می‌کند. باند او را تنها با یک قوطی روغن موتور در بیابان رها می‌کند. باند کامیل را به ایستگاه قطار می آساند و از او خداحافظی می‌کند کامیل باند را می‌بوسد و برای او آرزوی موفقیت در غلبه بر شیاطین خود می‌کند.
باند به کازان روسیه سفر می‌کند، جایی که عاشق سابق وسپر لیند، یوسف کابیرا، یکی از اعضای کوانتوم را می‌یابد که مأموران زن را با ارتباطات ارزشمند اغوا می‌کند و به‌طور غیرمستقیم مسئول مرگ اوست. پس از نجات آخرین هدف کابیرا، کورین، که در اطلاعات کانادا کار می‌کند، باند به MI6 اجازه می‌دهد تا کابیرا را دستگیر کند. بیرون، ام به باند می‌گوید که گرین مرده را در وسط بیابان پیدا کردند، با دو گلوله به سرش که مقداری روغن موتور در شکمش یافت شد. باند اعتراف می‌کند که M در مورد Vesper درست می‌گفت. M به باند می‌گوید که به او نیاز دارد. جیمز پاسخ می‌دهد که هرگز نرفته‌است. باند در حالی که در برف دور می‌شود، گردنبند وسپر را پشت سرش می‌اندازد.

## بازیگران
- دنیل کریگ در نقش جیمز باند
- اولگا کوریلنکو در نقش کمیل
- ماتیو آمالریک در نقش دومنیک گرین
- جودی دنچ در نقش ام
- جفری رایت در نقش فیلیکس لایتر
- یسپر کریستنسن در نقش آقای وایت
- جانکارلو جانینی در نقش رنه ماتیس
- روری کینیر در نقش بیل تنر
- جما آرترتون در نقش استرابری فیلدرز
- استانا کاتیک در نقش کرین ونو
- خواکین کوسیو در نقش ژنرال مدرانو
- دیوید هاربر در نقش گریگ بیم